# 6-та піхотна дивізія (Третій Рейх)
6-та піхотна дивізія (Третій Рейх) (нім. 6. Infanterie-Division) — піхотна дивізія Вермахту за часів Другої світової війни.

## Історія
6-та піхотна дивізія була створена 1 жовтня 1934 року в Білефельді у 6-му військовому окрузі (нім. Wehrkreis VI).

## Райони бойових дій
- Німеччина (жовтень 1934 — травень 1940);
- Франція (травень 1940 — березень 1941);
- Німеччина (Східна Пруссія) (березень — червень 1941);
- СРСР (центральний напрямок) (червень 1941 — липень 1944).

## Командування

### Командири
- генерал-майор Конрад фон Госслер (нім. Konrad von Goßler) (1 жовтня 1934 — 1 лютого 1935);
- генерал-лейтенант Вальтер Кунце (нім. Walter Kuntze) (15 травня 1935 — 1 березня 1938);
- генерал-лейтенант Арнольд фон Бігелебен (нім. Arnold Freiherr von Biegeleben) (1 березня 1938 — 11 жовтня 1940), помер;
- генерал від інфантерії Гельге Аулеб (нім. Helge Auleb) (11 жовтня 1940 — 21 січня 1942);
- генерал від інфантерії Горст Гроссманн (нім. Horst Grossmann) (21 січня 1942 — 16 грудня 1943);
- генерал-лейтенант Егон фон Найндорфф (нім. Egon von Neindorff) (16 грудня 1943 — 12 січня 1944);
- генерал-майор Александер Конраді (нім. Alexander Conrady) (12 — 19 січня 1944);
- оберст, згодом генерал-майор Гюнтер Кламмт (нім. Günther Klammt) (19 січня — 1 червня 1944);

6-та піхотна дивізія другого формування
- генерал-лейтенант Отто-Герман Брюкер (нім. Otto-Hermann Brücker) (1 червня 1944 — березень 1945).

## Нагороджені дивізії
Нагороджені Сертифікатом Пошани Головнокомандувача Сухопутних військ для військових формувань Вермахту
- 1 травня 1944 — 12-та батарея 6-го артилерійського полку за збитий літак противника 13 січня 1944 (493);

Нагороджені дивізії
|  | Кавалери Золотого Німецького Хреста                                                                      | 85 |
|  | Кавалери Срібного Німецького Хреста                                                                      | 1 |
|  | Кавалери Лицарського хреста Залізного хреста з Дубовим листям                                            | 2 (№ 53 ротмістр Георг фон Безелагер — 31.12.1941 (№ 292 генерал-лейтенант Горст Гроссманн — 04.09.1943) |
|  | Кавалери Лицарського хреста Залізного хреста                                                             | 17 |
|  | Кавалери Почесної Відзнаки Сухопутних військ «Почесна пряжка на орденську стрічку для Сухопутних військ» | 18 |

- Нагороджені Сертифікатом Пошани Головнокомандувача Сухопутних військ (4)